# Mšené-lázně
Mšené-lázně település Csehországban, a Litoměřicei járásban. Mšené-lázně Martiněves, Peruc, Budyně nad Ohří, Evaň, Jarpice, Vraný, Poštovice és Šlapanice településekkel határos. Lakosainak száma 1850 fő (2024. január 1.).

## Népesség
A település lakosságának változását az alábbi diagram mutatja:
| Lakosok száma | 2609 | 3313 | 3445 | 2119 | 1677 | 1718 | 1737 | 1790 | 1782 | 1850 |
|               | 1869 | 1900 | 1921 | 1961 | 1980 | 2011 | 2016 | 2019 | 2021 | 2024 |